# Nin-alla
Nin-alla (sum. nin.al.la) – mezopotamska królowa, małżonka Gudei, władcy sumeryjskiego miasta-państwa Lagasz. Jej ojcem był Ur-Bau, poprzednik Gudei na tronie Lagasz, a siostrami Enanepada (kapłanka boga księżyca Nanny w Ur) i Nin-hedu (małżonka Nammahani, piątego następcy Gudei). W trakcie prac wykopaliskowych w Girsu odnaleziono dwa przedmioty z umieszczonymi na nich jej inskrypcjami wotywnymi: kamienną głowicę maczugi (AO 12771, zbiory Luwru) i kamienny posążek (AO 227, zbiory Luwru).